# Ezkurra
Ezkurra är en kommun i Spanien.   Den ligger i provinsen Provincia de Navarra och regionen Navarra, i den nordöstra delen av landet, 300 km nordost om huvudstaden Madrid. Antalet invånare är 164. Arean är 23,8 kvadratkilometer.
Terrängen i Ezkurra är huvudsakligen kuperad.